# Santa Colomba (Aude)
Santa Colomba, o Santa Colomba de Ròcafòrt (en francès Sainte-Colombe-sur-Guette) és un municipi francès situat al departament de l'Aude i a la regió d'Occitània. Situat a l'alta conca del riu Aude, a la unió amb la riera d'Aigueta, forma part de la Fenolleda històrica, però en va quedar separat amb la constitució dels departaments.
Hi ha restes d'un antic castell, i l'església conserva un retaule barroc del segle xviii.